# اوسمیکنت
اوسمیکنت (به لاتین: Usemikent) یک منطقهٔ مسکونی در روسیه است که در شهرستان کایاکنتسکی واقع شده‌است.